# Stazione di Kazanskij
La stazione di Kazanskij (in russo Казанский вокзал?) è una delle 9 principali stazioni ferroviarie di Mosca. Aperta nel 1894, è una delle stazioni più grandi e frequentate d'Europa. Si trova presso la piazza Komsomol'skaja.

## Storia

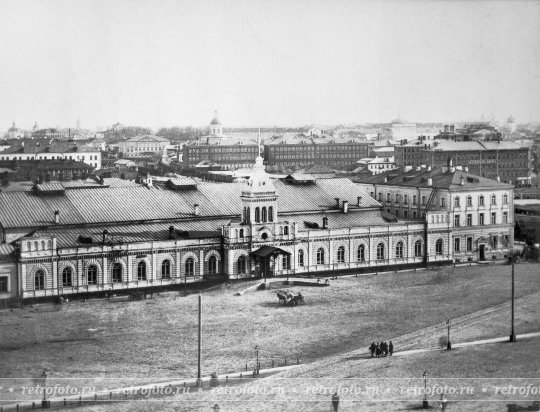
La stazione in una foto del 1888

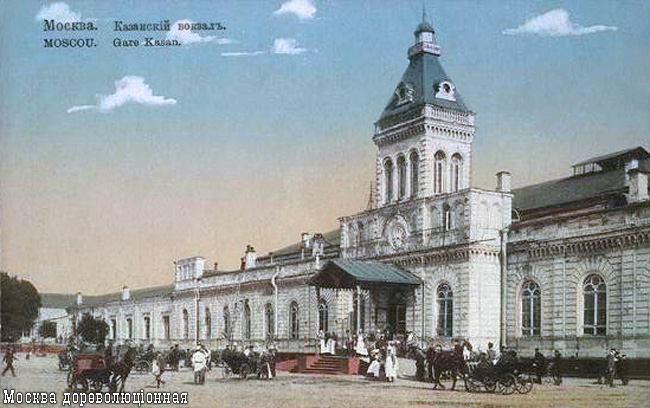
La stazione in una cartolina del 1913

I primi edifici della stazione furono costruiti tra il 1862 ed il 1864. In origine la struttura fu utilizzata per due delle linee ferroviarie principali partenti da Mosca: una in direzione orientale con destinazione Kazan' e Ekaterinburg e l'altra in direzione sud-orientale con destinazione Rjazan'. In seguito, dalla stazione partirono anche i treni diretti verso l'Asia centrale.
Nel 1913 presero avvio i lavori di ricostruzione della stazione. Il progetto architettonico fu affidato ad Aleksej Ščusev, il quale diede vita ad una struttura in stile neobizantino, ispirata ad uno degli edifici simbolo della città di Kazan', la Torre Sjujumbike. I lavori terminarono solo nel 1940. Tra il 1987 ed il 1997 la stazione fu ristrutturata e modernizzata. Tra i vari interventi che la interessarono vi fu l'ampliamento degli spazi interni.

## Strutture e impianti

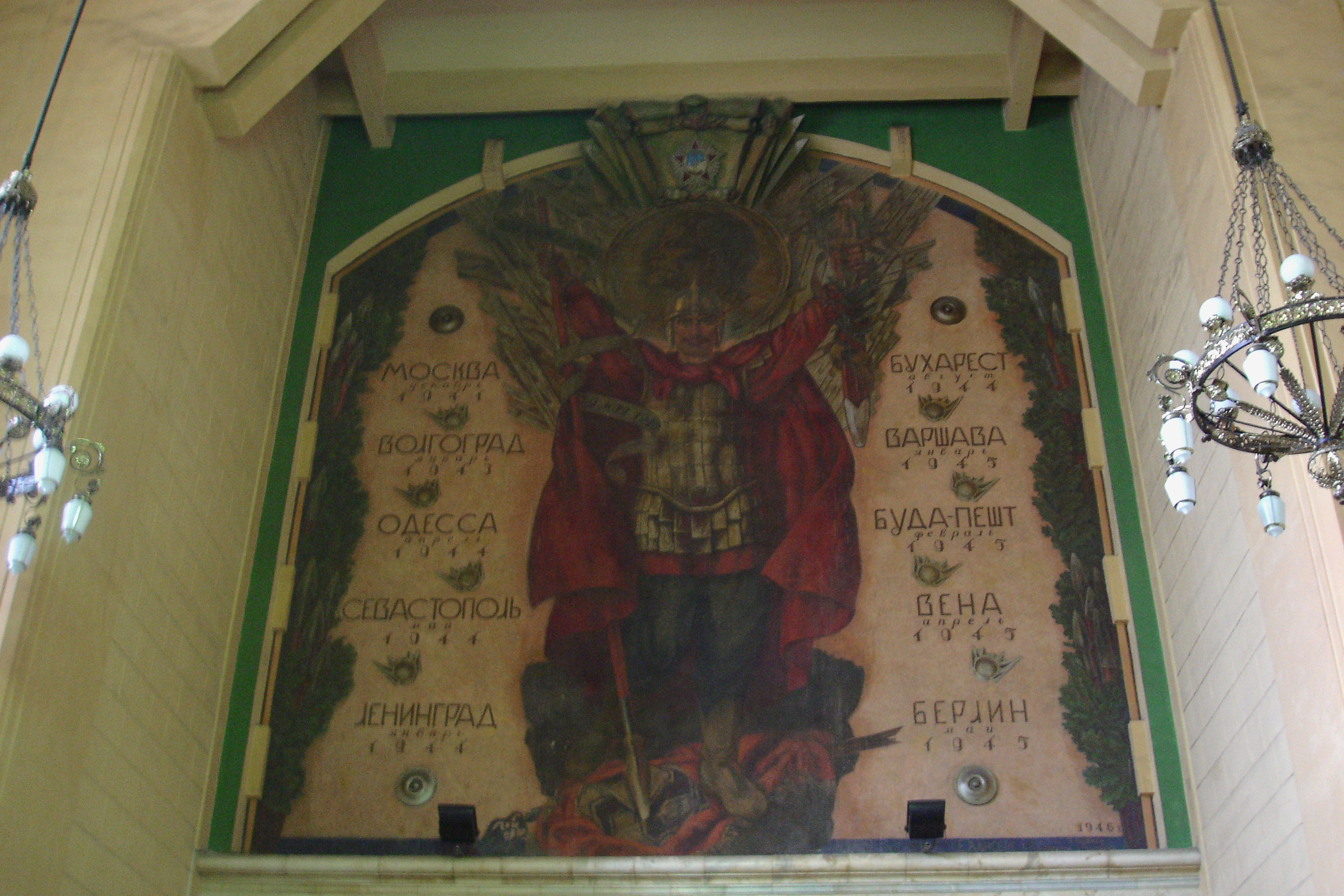
Decorazione sul lato sinistro dell'ingresso

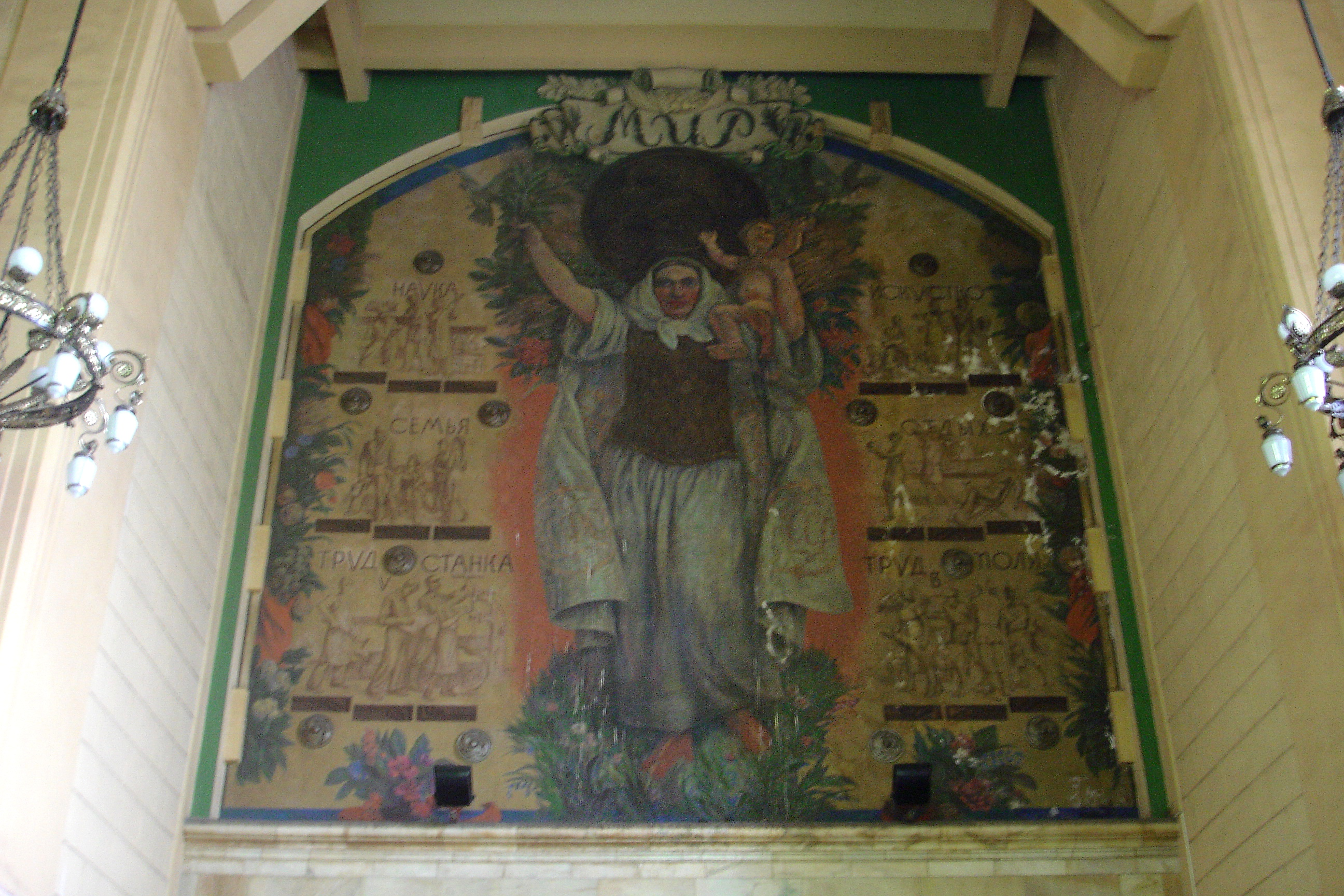
Decorazione sul lato destro dell'ingresso

Sulla facciata del fabbricato viaggiatori è presente un orologio con i segni zodiacali nel quadrante. In cima alla guglia dell'edificio è presente la figura della mitologia slava e tatara Zilant, simbolo di Kazan'.

## Movimento
La stazione è servita da vari treni a lunga percorrenza e dal servizio ferroviario suburbano (Električka), che connette la stazione con le cittadine di Ljubercy, Gžel', Kurovskoe, Šatura, Čerusti, Vekovka, Bykovo, Ramenskoe, Bronnicy, Voskresensk, Egor'evsk, oltre che con centri più popolosi come Kolomna e Rjazan'.